# Royal Horticultural Society
Die Royal Horticultural Society (RHS, „Königliche Gartenbaugesellschaft“) ist ein britischer Verein, dessen Ziel die Förderung der Gartenkunst ist.

## Geschichte

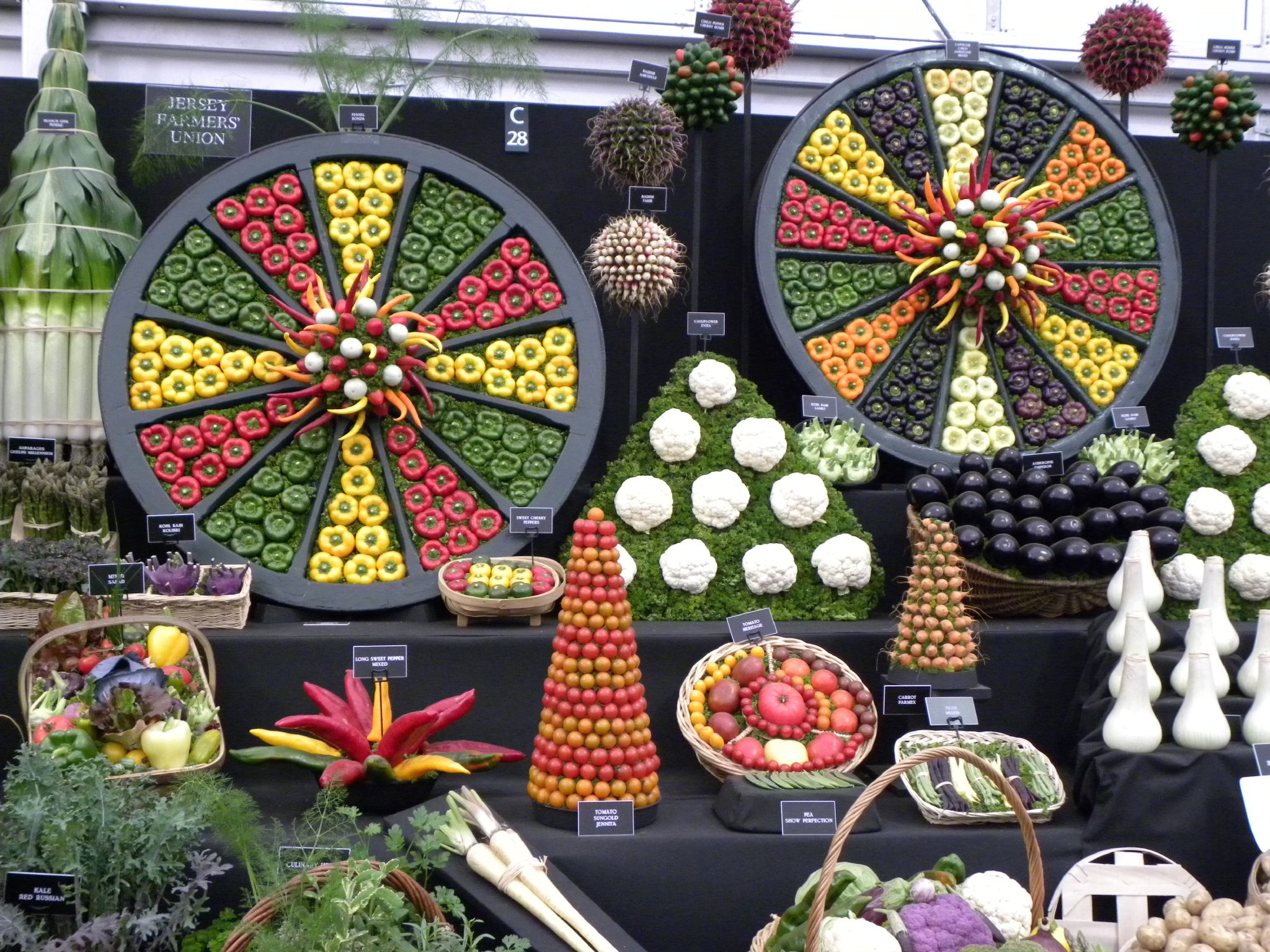
Stand der Blumenschau in Chelsea

Der Verein wurde am 7. März 1804 als London Horticultural Society in der Buchhandlung Hatchards in Piccadilly gegründet. Gründungsmitglieder waren John Wedgwood (1766–1844) als Vorsitzender, William Townsend Aiton, Leiter von Kew Gardens, Joseph Banks, Präsident der Royal Society, James Dickson, ein Gärtner, William Forsyth (Aufseher der Gärten von St James’s Palace und Kensington Palace), der Politiker Charles Francis Greville (1749–1809) und Richard Anthony Salisbury. Der erste feste Vereinssitz lag in der Regent Street. Als der Verein 1859 in finanzielle Schwierigkeiten geriet, mit Schulden von über 10.000 Pfund Sterling, musste er den Vereinssitz aufgeben und die Bibliothek verkaufen. Er wurde schließlich von Prinz Albert von Sachsen-Coburg-Gotha mit Mitteln aus der Londoner Weltausstellung saniert, Königin Victoria spendete 1000 Pfund, gefolgt von weiteren Mitgliedern des Königshauses. Seit 1861 darf er dank eines Erlasses von Prinz Albert von Sachsen-Coburg-Gotha den Namen Royal Horticultural Society tragen. Er pachtete auf Rat des Prinzen Land im Kensington Gore, 1861 wurde dort sein erster Schaugarten im italienischen Stil eröffnet. 1864 hatten die Gärten 152962 zahlende Besucher. Zusätzlich konnten Mitglieder der Gesellschaft und deren Freunde die Gärten am Wochenende umsonst besuchen. Um sie anziehender zu gestalten, wurde in den 1870er Jahren das Tennisspiel auf den Rasenflächen erlaubt.
1867 begann der Sekretär der Gesellschaft, John Lindley, eine neue Bibliothek aufzubauen. Da sich die Gesellschaft erneut finanziell übernommen hatte, mussten die Gärten in den 1870er Jahren geschlossen werden. Heute befindet sich auf dem Gelände unter anderem das Imperial College. 1928 hatte die Gesellschaft 25000 Mitglieder.
1979, nach einer Pleitewelle von traditionellen Gärtnereien im Großbritannien der Thatcher-Jahre begründete die RHS das National Council for the conservation of Plants and Gardens.
Die Royal Horticultural Society hat heute den Status einer Wohltätigkeitsorganisation.

### Aktivitäten
Zu den Aktivitäten der Royal Horticultural Society gehört seit 1827 eine Reihe von Gartenschauen. Seit 1862 wurde eine Frühjahrsschau abgehalten, zuerst in Kensington, dann in den Temple Gardens am Embankment, ab 1913 in Chelsea. Daraus entwickelte sich die alljährlich stattfindende Chelsea Flower Show. 1985 stellte das Review Committee der Gesellschaft fest, dass die RHS außerhalb Südostenglands unterrepräsentiert war. Danach wurden mehr Ausstellungen in anderen Teilen Englands abgehalten.
2013 veranstaltete die RHS die RHS London Plant and Design Show Mitte Februar, RHS Great London Plant Fair Ende März, die Orchid & Botanical Art Show im April, RHS Show Cardiff, Malvern Spring Gardening Show Anfang Mai (seit 1988), RHS Hampton Court Palace Flower Show im Juli (seit 1993 von der RHS organisiert), RHS Flower Show Tatton Park, Malvern Autumn Show Ende September, RHS London Harvest Festival Show und RHS London Shades of Autumn Show im Oktober.
Die Harlow Carr Show, Scotland’s Garden Show und das News International Spring Gardening Fair finden nicht mehr statt.
Die RHS vergibt verschiedene Preise und Auszeichnungen, wobei insbesondere der Award of Garden Merit für Pflanzensorten eine erhebliche Bedeutung für den Handel hat.

## Einrichtungen

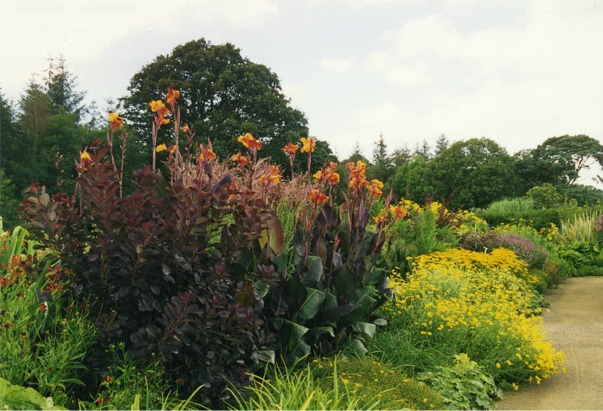
RHS-Garten in Rosemoor, Devon

Die RHS unterhält Mustergärten in Wisley (Surrey), Rosemoor (Devon), Hyde Hall (Essex) und Harlow Carr (North Yorkshire), letzterer gehörte zuvor der Northern Horticultural Society. In London besitzt der Verein beziehungsweise dessen Gesellschaft R.H.S. Enterprises Limited zwei Ausstellungshallen (RHS Horticultural Halls), die Lindley Hall in der Elverton Street und Lawrence Hall in der Greycoat Street im Chelsea, in denen die Londoner Ausstellungen stattfinden. Lindley Hall im typisch Edwardischen Ziegel-Stil entstand 1904 und wurde 1970 unter Denkmalschutz gestellt. Lawrence Hall wurde zwischen 1925 und 1928 von den Architekten Easton und Robertson im Art-déco-Stil erbaut und 1983 unter Denkmalschutz gestellt. Früher fanden hier alle zwei Wochen Gartenausstellungen statt, heute vor allem Sportveranstaltungen und Wirtschaftskonferenzen. 2018 wurde die Zahl der Londoner Ausstellungen weiter reduziert, die Hallen werden vor allem kommerziell genutzt.
Die RHS verwaltet die Lindley Library, eine Fachbibliothek für Botanik im Hauptquartier der RHS am Vincent Square in London. Sie basiert auf der Sammlung des Botanikers John Lindley. Auch in Wisley existiert eine Bibliothek.
In der Vergangenheit hat die Royal Horticultural Society immer wieder Expeditionen finanziert, auf denen Pflanzen gesammelt und klassifiziert wurden. Eine dieser Expeditionen war die des deutschen Botanikers Karl Theodor Hartweg von 1836 bis 1843, bei der dieser unter anderem zahlreiche Fuchsien sammelte.

### Periodika und Register
Seit 1866 gibt die Royal Horticultural Society für ihre Mitglieder eine monatlich erscheinende Zeitschrift Journal (seit 1975 The Garden) heraus. Daneben publiziert sie die Vierteljahresschrift The Plantsman und die alle zwei Monate erscheinende Orchid Review. Jährlich erscheint schließlich Hanburyana, eine Fachzeitschrift für Taxonomie.
Die RHS führt die internationalen Pflanzenregister für Nadelbäume, Waldreben, Narzissen, Dahlien, Rittersporne, Nelken, Lilien, Orchideen und Rhododendren.

## Stellung
Die Gesellschaft hat heute eine stark überalterte Mitgliedschaft und ihre Vertreter gelten als sehr konservativ, auch wenn die Gesellschaft in den letzten Jahren versucht hat, ihr Image zu modernisieren.

## Auszeichnungen
Die Gartenanlage wurde 2019 mit dem Europäischen Gartenpreis in der Kategorie  „Gartenkulturelles Erbe in Europa“ ausgezeichnet.